# Nicole Bobek
Nicole Bobek (Chicago, 23 agosto 1977) è un'ex pattinatrice artistica su ghiaccio statunitense, specializzata nel singolo.

## Palmarès
GP: Champions Series / Grand Prix
| Internazionali                                  | Internazionali | Internazionali | Internazionali | Internazionali | Internazionali | Internazionali | Internazionali | Internazionali | Internazionali | Internazionali | Internazionali |
| Evento                                          | 1988–89        | 1989–90        | 1990–91        | 1991–92        | 1992–93        | 1993–94        | 1994–95        | 1995–96        | 1996–97        | 1997–98        | 1998–99        |
| ----------------------------------------------- | -------------- | -------------- | -------------- | -------------- | -------------- | -------------- | -------------- | -------------- | -------------- | -------------- | -------------- |
| Giochi olimpici invernali                       |                |                |                |                |                |                |                |                |                | 17°            |                |
| Campionati mondiali                             |                |                |                |                |                | 25°            | 3°             |                | 13°            |                |                |
| GP Cup of Russia                                |                |                |                |                |                |                |                |                |                | 6°             |                |
| GP Lalique                                      |                |                |                |                |                | 5°             |                |                |                |                | 2°             |
| GP Nations Cup                                  |                |                |                |                |                |                |                | 3°             |                |                |                |
| GP Skate America                                |                |                |                |                | 6°             |                | 7°             | 6°             |                |                | 4°             |
| GP Skate Canada                                 |                |                |                |                |                |                |                |                |                | 5°             |                |
| Goodwill Games                                  |                |                |                |                |                | 7°             |                |                |                |                |                |
| Vienna Cup                                      |                |                |                | 1°             |                |                |                |                |                |                |                |
| Internazionali: Junior                          |                |                |                |                |                |                |                |                |                |                |                |
| Campionati mondiali                             |                |                | 4°             |                | 16°            |                |                |                |                |                |                |
| Nazionali                                       |                |                |                |                |                |                |                |                |                |                |                |
| Campionati statunitensi                         | 2° N           | 4° J           | 8°             | 7°             | 5°             | 3°             | 1°             | R              | 3°             | 3°             |                |
| U.S. Olympic Festival                           |                | 7°             | 1°             |                |                |                |                |                |                |                |                |
| Categorie: N = Novice; J = Junior. R = Ritirata |                |                |                |                |                |                |                |                |                |                |                |